# 圣保利 (汉堡)
圣保利（德語：Sankt Pauli，發音：[ˌzaŋkt ˈpaʊli]）属于汉堡中区，是德国汉堡的105个分区之一。它位于易北河北岸，汉堡新城以西，阿尔托纳区以东。该区面积2.6 km2（1 sq mi），人口27,612人。

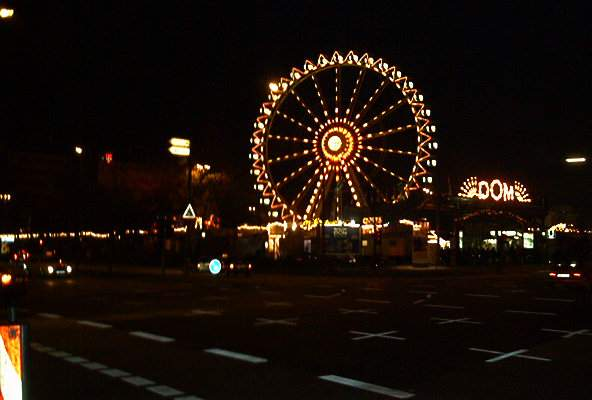
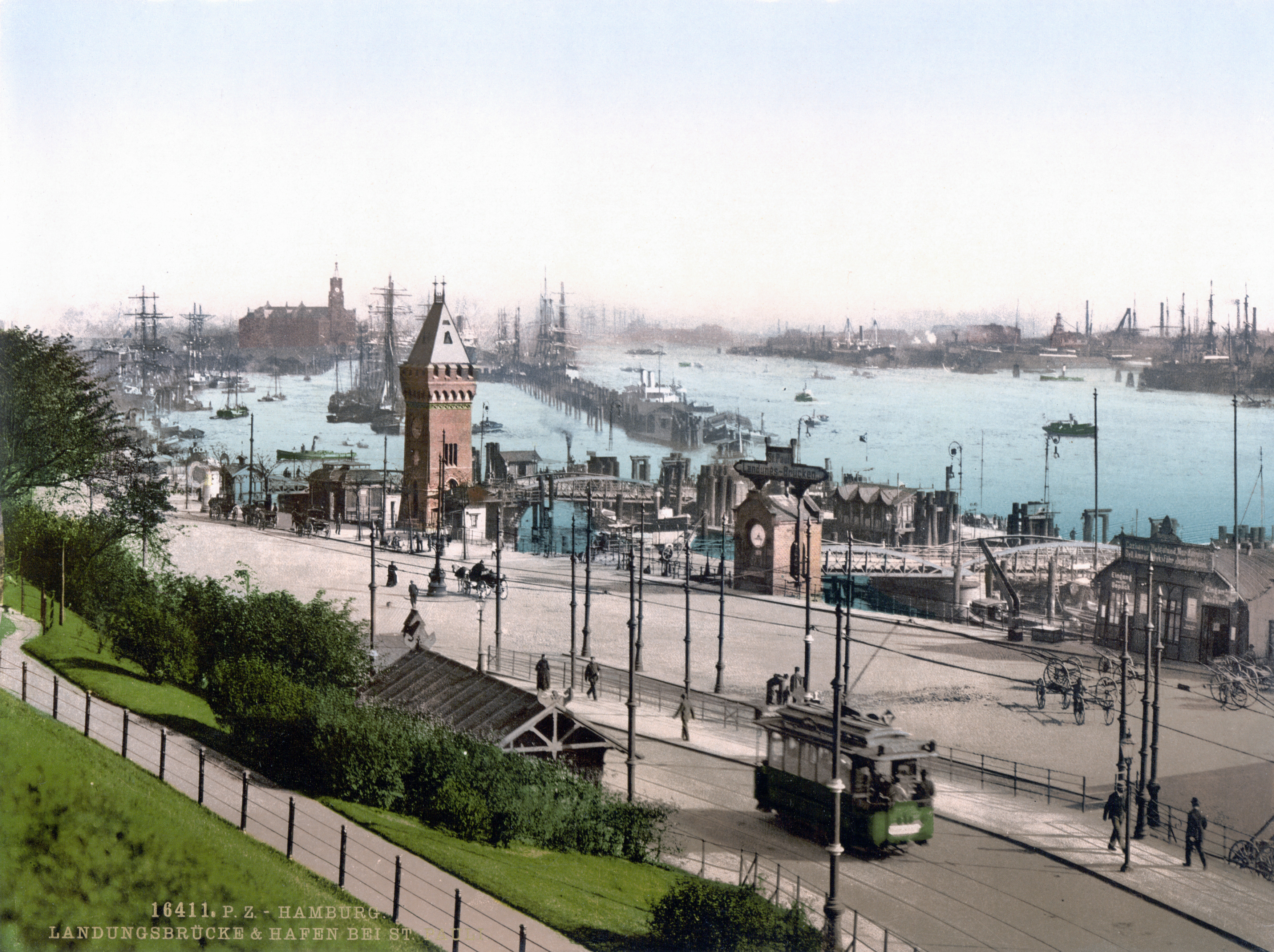
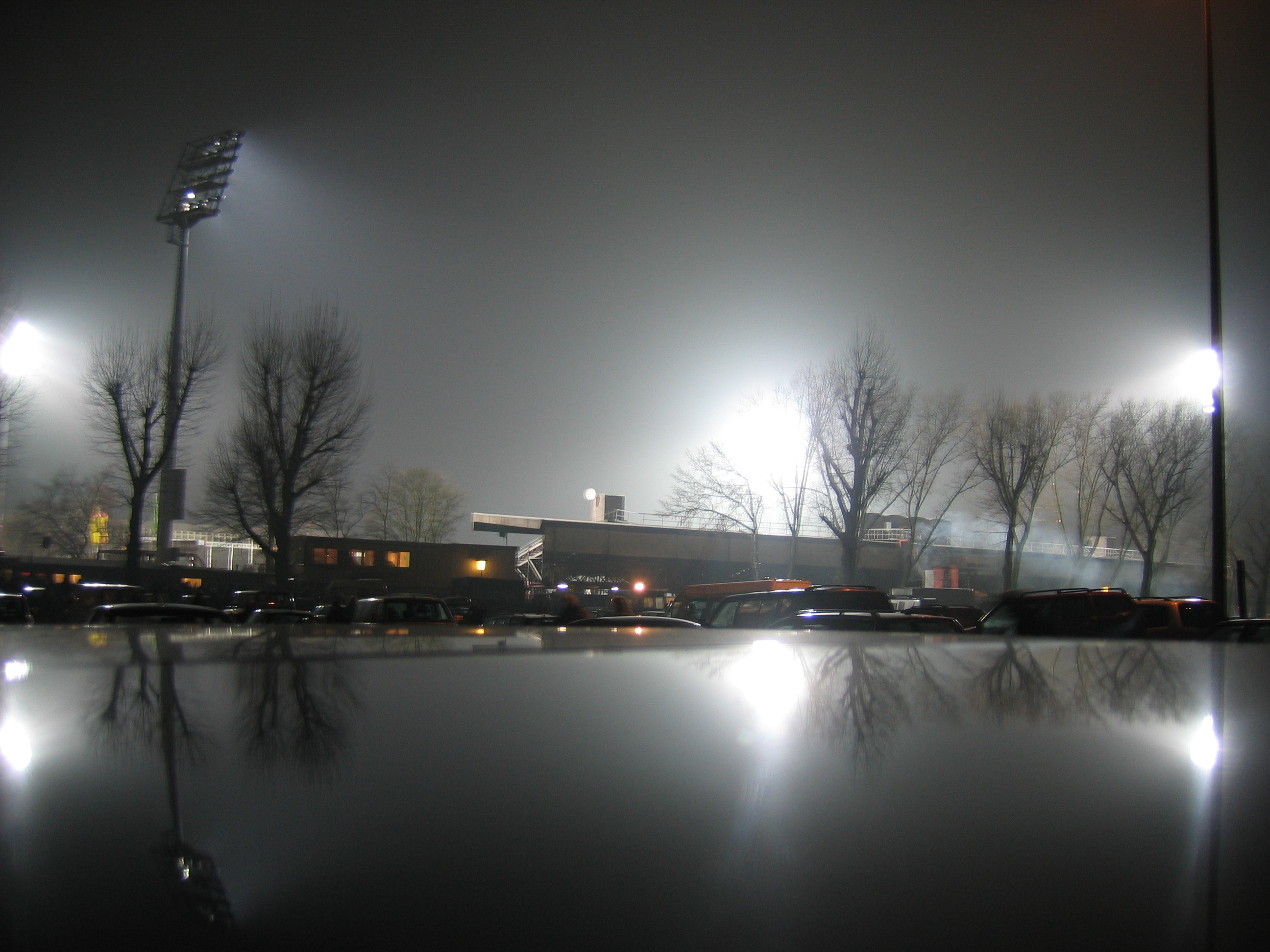
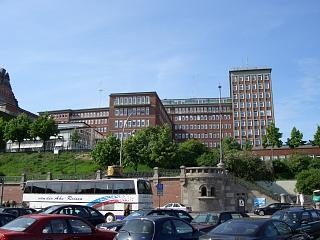
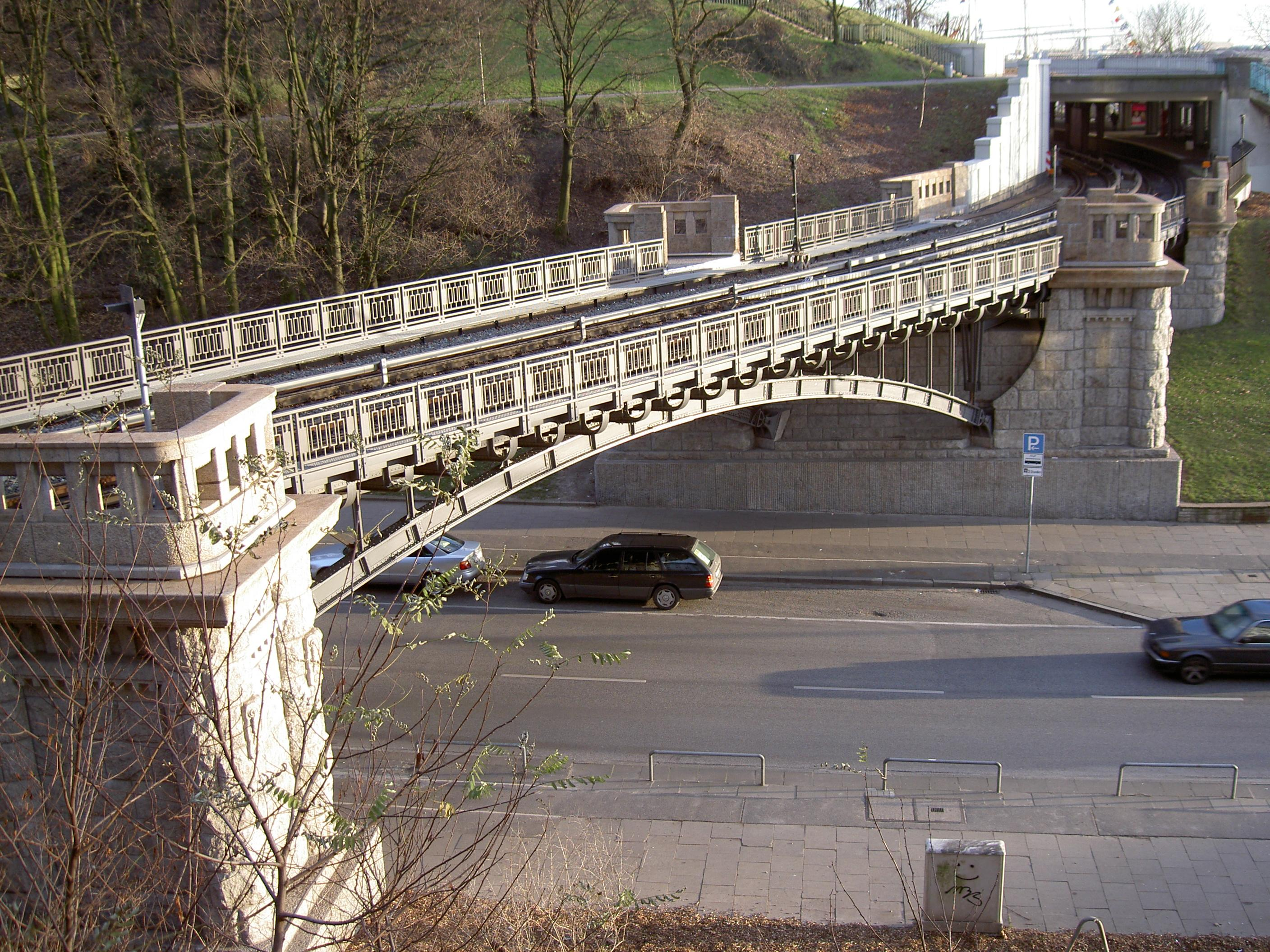

该区原为汉堡的西郊。
汉堡唐人街位于圣保利。
圣保利的绳索街周围是著名的红灯区。